# David Albahari
David Albahari (IPA: [dǎv̞id albaxǎri]) (Peć, 15 marzo 1948 – Belgrado, 30 luglio 2023) è stato uno scrittore serbo, emigrato nel 1993 in Canada.

## Biografia
David Albahari (serbo cirillico: Давид Албахари) è nato il 15 marzo 1948 a Peć in Kosovo da una famiglia ebrea sefardita.
Laureato in letteratura inglese, all'Università di Belgrado, è stato membro dell'Accademia serba delle scienze e delle arti.
Albahari pubblicò la prima raccolta di racconti Porodično vreme (Tempo di famiglia) nel 1973. Divenne più noto al pubblico più vasto nel 1982 con il volume Opis smrti (Descrizione della morte) per il quale vinse il premio Ivo Andrić.
Alla fine degli anni '80, Albahari avviò la prima petizione formale per legalizzare la marijuana in Jugoslavia.
Nel 1991 divenne presidente della Federazione delle Comunità Ebraiche della Jugoslavia e lavorò all'evacuazione della popolazione ebraica dalla Sarajevo assediata. Nel 1994 si trasferisce con la famiglia a Calgary in Canada, dove vive fino al 2012 quando torna a vivere a Belgrado. Ha continuato a scrivere e pubblicare in lingua serba.
I suoi romanzi contemplano sempre implicazioni politiche, derivanti dalla grande sofferenza con cui egli visse la dissoluzione della Jugoslavia.
Albahari ha ricevuto il prestigioso NIN Award per il miglior romanzo del 1996 per Mamac (Esca). È stato tra i finalisti del premio in altre 7 occasioni.
Ha ricevuto i seguenti premi: Premio Ivo Andrić (1982), Premio Stanislav Vinaver (1993), Premio NIN (1996), Premio Biblioteca Nazionale di Serbia per il bestseller (1996), Premio Internazionale Balkanika (1996), Premio Bridge Berlin (1998) ), Premio Città di Belgrado (2005),  Premio Vilenica (2012) e Premio Isidora Sekulić (2014). Nel 2016, Albahari ha vinto il primo premio al festival letterario "Druga prikazna" ("Un'altra storia") a Skopje, in Macedonia.
Albahari è morto dopo una lunga malattia a Belgrado il 30 luglio 2023, all'età di 75 anni.

## Opere tradotte in italiano
- La morte di Ruben Rubenović, racconti, introduzione Milorad Pavić, traduzione di Silvio Ferrari, Hefti, Milano 1989
- Il buio, Besa, Nardò, 2006, ISBN 88-497-0150-0
- Goetz e Meyer, Einaudi, Torino 2006, ISBN 9788806175542
- L'esca, Zandonai, Rovereto 2008, ISBN 978-88-95538-13-6
- Zink, Zandonai, Rovereto 2009, ISBN 978-88-95538-23-5
- Ludwig, Zandonai, Rovereto 2010, ISBN 978-88-95538-43-3
- Sanguisughe, Zandonai, Rovereto, 2012, ISBN 978-88-95538-41-9